# Edimdoma.ru
Edimdoma.ru — кулинарный интернет-проект Юлии Высоцкой. На сайте публикуются авторские фото- и видеорецепты Юлии Высоцкой и пользователей, статьи и мастер-классы, регулярно проводятся конкурсы. База сайта включает около 75 000 рецептов: более 71 000 пользовательских и около 4 000 рецептов Юлии Высоцкой. Согласно статистике SimilarWeb, ежемесячно ресурс посещают более 12 млн пользователей из разных стран мира.

## Edimdoma.ru как социальная сеть
Edimdoma.ru является не только информационным ресурсом, но и сообществом людей, интересующихся кулинарией. Сообщество объединяет пользователей из России, с Украины, из Белоруссии, Казахстана, других стран СНГ и Европы.
Для удобства на сайте есть несколько разделов:
«Рецепты» — страница с авторскими рецептами Юлии Высоцкой и пользователей сайта.
«Телепередачи» — архив телепередач Юлии Высоцкой.
«Кулинарная школа» — страница с подробными мастер-классами, видеоуроками и кулинарными советами.
«Живем дома» — раздел со статьями о кулинарии, гастрономических путешествиях, здоровье, доме и семье.
«Клуб» — раздел для пользователей сайта, где они могут публиковать отчетные посты, делиться впечатлениями, узнавать о новых конкурсах, кулинарных битвах и новостях сайта Edimdoma.ru.
Также на сайте есть кулинарная энциклопедия и гастрономический календарь.

## Цифры и факты
15 августа 2016 года состоялся перезапуск сайта в новом дизайне. Также были обновлены технические возможности ресурса[значимость факта?].

## Награды
В 2016 году проектирование и разработка сайта Edimdoma.ru получила золото в номинации «Сайт сообщества» и бронзу в общей номинации «Лучший сайт» в премии Tagline.
Также в 2016 году сайт получил бронзу в номинации «Развлекательный ресурс, медиапортал» в премии Золотой сайт.